# Фильмокопия

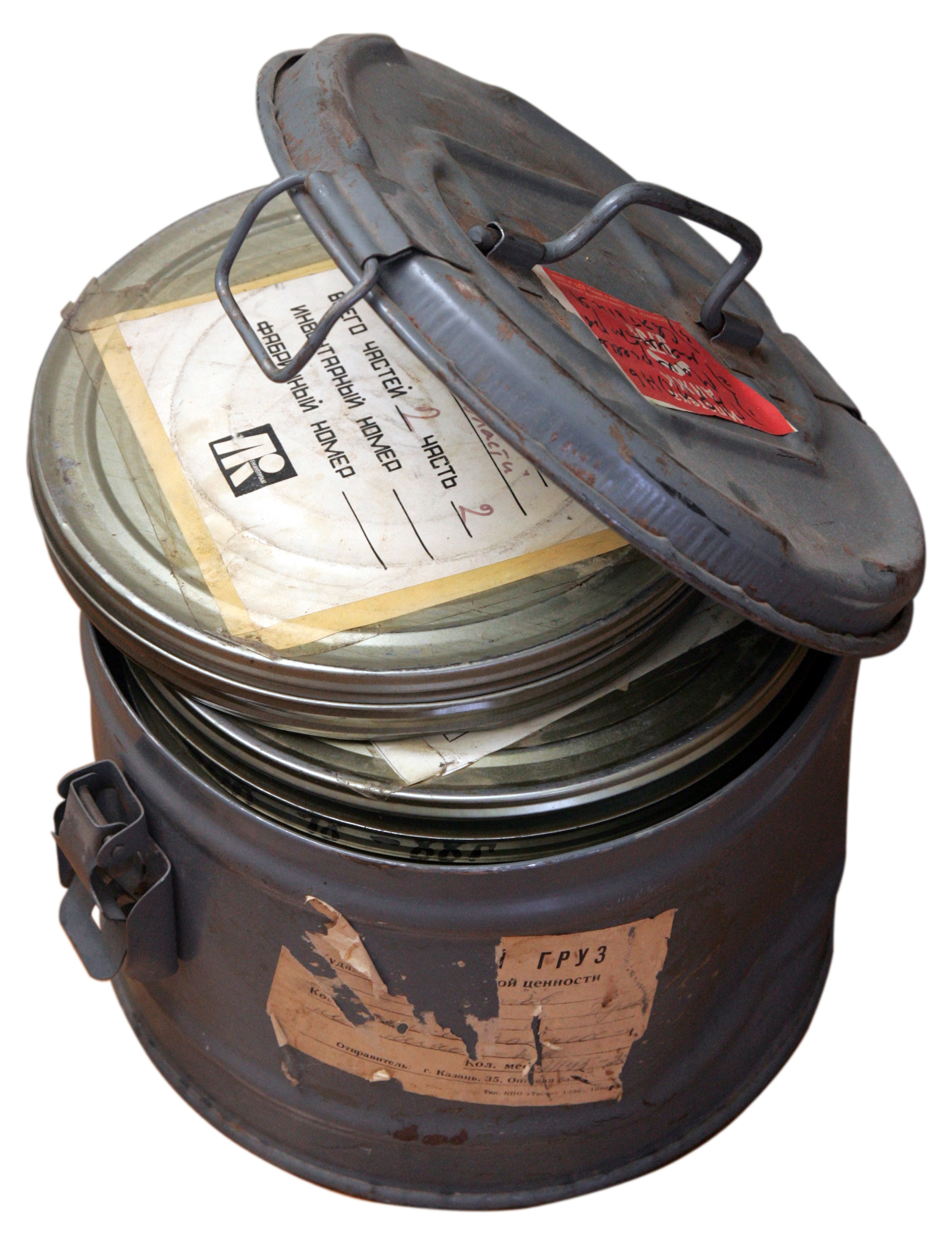
Фильмокопия полнометражного 35-мм кинофильма, уложенная в стандартный яуф (ящик укладки фильмокопий). Все 300-метровые части упакованы в отдельные коробки (бюксы)

Фильмоко́пия — конечный продукт кинопроизводства: отпечатанная на позитивной киноплёнке с оригинального негатива или дубльнегатива копия фильма. Кроме плёночного оригинала фильмокопии могут получать с цифровых мастер-копий Digital Intermediate, переводимых на плёнку фильм-рекордером. Фильмокопия, содержащая одновременно изображение и фонограмму, называется совмещённой. Понятие «фильмокопия» имеет отношение только к кинематографу, использующему киноплёнку. В современном цифровом кинематографе копии фильмов распространяются на жёстких дисках в виде файлов, однако, изготовление плёночных фильмокопий всё ещё применяется для демонстрации фильмов в периферийных кинотеатрах, не оснащённых цифровым оборудованием.

## Оптическая технология
Классической в кинематографе считается оптическая технология кинопроизводства, при которой все промежуточные и конечные копии фильма печатаются на киноплёнке. После съёмки кинофильма, его монтажа и озвучивания съёмочная группа получает негативы изображения и фонограммы на отдельных плёнках. Раздельные смонтированные негативы изображения и фонограммы используются для печати мастер-позитива при помощи кинокопировальных аппаратов.
В дальнейшем мастер-позитив попадают на кинокопировальную фабрику, где с него производится контактная или оптическая печать дубльнегативов, с которых изготавливается тираж фильмокопий. В случае, если формат фильмокопий предусматривает наличие магнитной совмещённой фонограммы, она копируется на магнитные дорожки, которые наносятся на фильмокопию после её лабораторной обработки и сушки. Готовые фильмокопии поступают в кинотеатры для их демонстрации зрителям при помощи кинопроекторов.
Фильмокопия представляет собой один или несколько рулонов киноплёнки с отпечатанным на них изображением и фонограммой фильма, снабжённые стандартными начальным и конечным ракордами со специальными знаками, по которым производится зарядка в кинопроектор и переключение постов для непрерывной демонстрации.

## Цифровые технологии
Современные цифровые технологии кинопроизводства предусматривают получение цифровой копии фильма, предназначенной для демонстрации цифровым кинопроектором. Получение такой копии подразумевает съёмку фильма цифровой кинокамерой с большой разрешающей способностью или сканирование исходного негатива, полученного традиционным киносъёмочным аппаратом и последующую цифровую обработку изображения и звука. Такая технология позволяет получать кроме цифровых копий на жестком диске или оптическом носителе, также традиционные фильмокопии на киноплёнке для показа в обычных кинотеатрах, не оснащённых цифровыми кинопроекторами. При этом тираж плёночных фильмокопий печатается с дубльнегатива, изготовленного специальным фильм-рекордером, в котором цветная контратипная киноплёнка экспонируется лазерным лучом.

## Стандарты фильмокопий

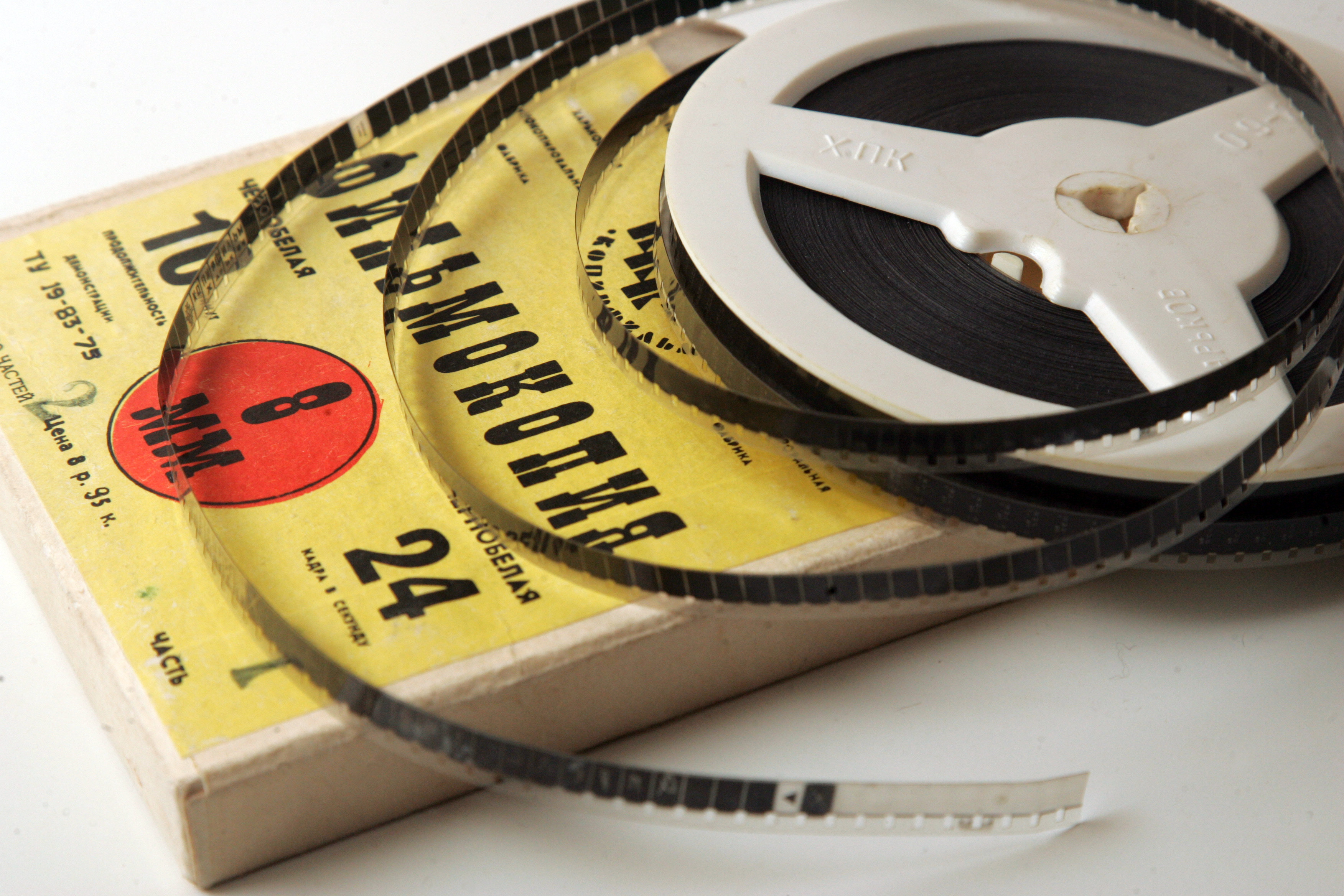
8-мм немая фильмокопия для домашнего просмотра. Такие фильмокопии в СССР были в свободной продаже. Цена 8 рублей 95 копеек

Для изготовления фильмокопий может применяться киноплёнка любых размеров, но только прокатные кинематографические форматы.
Стандартная длина части 35-мм фильмокопии обычного, широкоэкранного или кашетированного формата — 300 метров, что примерно равно 10 минутам экранного времени. Каждая часть хранится в бюксе, несколько бюксов укладывается в ЯУФ (ящик упаковки фильмокопий), обычно вмещающий весь полнометражный фильм стандартной длины 2500 метров (1600 метров для короткометражного фильма). Часть широкоформатной фильмокопии на плёнке 70-мм может достигать в длину 350 метров, а на плёнке 16-мм — 120 метров.
При демонстрации кинофильма в кинотеатре непрерывность показа обеспечивается несколькими постами кинопроекции. Для этого устанавливаются два или более одинаковых кинопроекторов, каждый из которых называется постом.
Иногда для упрощения технологии кинопоказа в крупных кинотеатрах несколько 300-метровых частей фильма склеиваются в один большой рулон. Таким образом, количество переходов с поста на пост может быть сокращено до двух, и даже одного.
Современные кинотеатры оснащаются бесперемоточными устройствами кинопоказа — платтерами, которые позволяют склеивать все части фильмокопии в один рулон, располагающийся горизонтально. Однако, такой большой рулон непригоден для транспортировки и, по окончании показа картины в кинотеатре, разрезается обратно на стандартные части с подклейкой ракордов.
Некоторые кинематографические системы, в частности, панорамные и кругорамные, предусматривают наличие трёх и более киноплёнок, с которых осуществляется одновременная проекция. В этих случаях объём фильмокопии возрастает пропорционально количеству используемых киноплёнок. Так, отечественная кругорамная система «Круговая кинопанорама» использует одиннадцать 35-мм киноплёнок и одну 35-мм магнитную ленту с фонограммой, то есть каждая часть фильма состоит из 12 рулонов. В панорамных киносистемах каждая часть состоит из четырёх рулонов, одновременно заряжаемых в 3 кинопроектора и один фильмфонограф. Как правило, в таких системах снимаются преимущественно короткометражные фильмы, состоящие из 1—2 частей, и объём фильмокопии остаётся в пределах обычных полнометражных кинокартин.
Современные плёночные фильмокопии, снабжённые цифровыми и аналоговой совмещёнными оптическими фонограммами, дополнительно комплектуются оптическим диском с цифровой фонограммой DTS, синхронизируемой с изображением по временному коду.